# Hans Cieslarczyk
Hans Cieslarczyk (ur. 3 maja 1937 w Herne, zm. 10 czerwca 2020 w Offenburgu) – niemiecki piłkarz, trener.

## Kariera klubowa
Cieslarczyk zawodową karierę rozpoczynał w 1955 roku w klubie SV Sodingen. W 1958 roku trafił do Borussii Dortmund. W 1962 roku odszedł do Westfalii Herne. W 1964 roku został graczem klubu Karlsruher SC. W Bundeslidze zadebiutował 22 sierpnia 1964 w wygranym 2:1 meczu z Meidericher SV. 29 sierpnia 1964 w zremisowanym 1:1 spotkaniu z FC Schalke 04 strzelił pierwszego gola w trakcie gry w Bundeslidze. W 1968 roku spadł z klubem do Regionalligi. Wówczas zakończył karierę.

## Kariera reprezentacyjna
W reprezentacji RFN Cieslarczyk zadebiutował 22 grudnia 1957 w wygranym 1:0 towarzyskim meczu z Węgrami. 19 marca 1958 w wygranym 2:0 towarzyskim spotkaniu z Hiszpanią strzelił pierwszego gola w drużynie narodowej. W tym samym roku został powołany do kadry na mistrzostwa świata. Zagrał na nich w dwóch spotkaniach swojej drużyny – ze Szwecją (1:3) oraz Francją (3:6). Ostatecznie na tamtym turnieju zajął z kadrą 4. miejsce. Po raz ostatni w kadrze zagrał 26 października 1958 w zremisowanym 2:2 towarzyskim meczu z Francją. W latach 1957–1958 w drużynie narodowej rozegrał w sumie 7 spotkań i zdobył 3 bramki.

## Kariera trenerska
Po zakończeniu kariery Cieslarczyk został trenerem. Prowadził kluby SpVgg Fürth, Stuttgarter Kickers, 1. FC Saarbrücken, FC Augsburg, Offenburger FV, ESV Inglostadt, FC Villingen 08 oraz ponownie Offenburger FV.